# Konkote
El konkote es un plato ghanés que se come normalmente acompañando a sopas con nueces de palma o cacahuetes. Es popular en los países del oeste de África, como Nigeria, y también se come en el Caribe. Es un plato simple hecho de yuca seca que suele adquirir una apariencia verde oscura, marrón e incluso grisácea. En Ghana, el plato se prepara normalmente por los akans. Este plato también se conoce por otros nombres como abitie, lapiiwa o lapelawa.

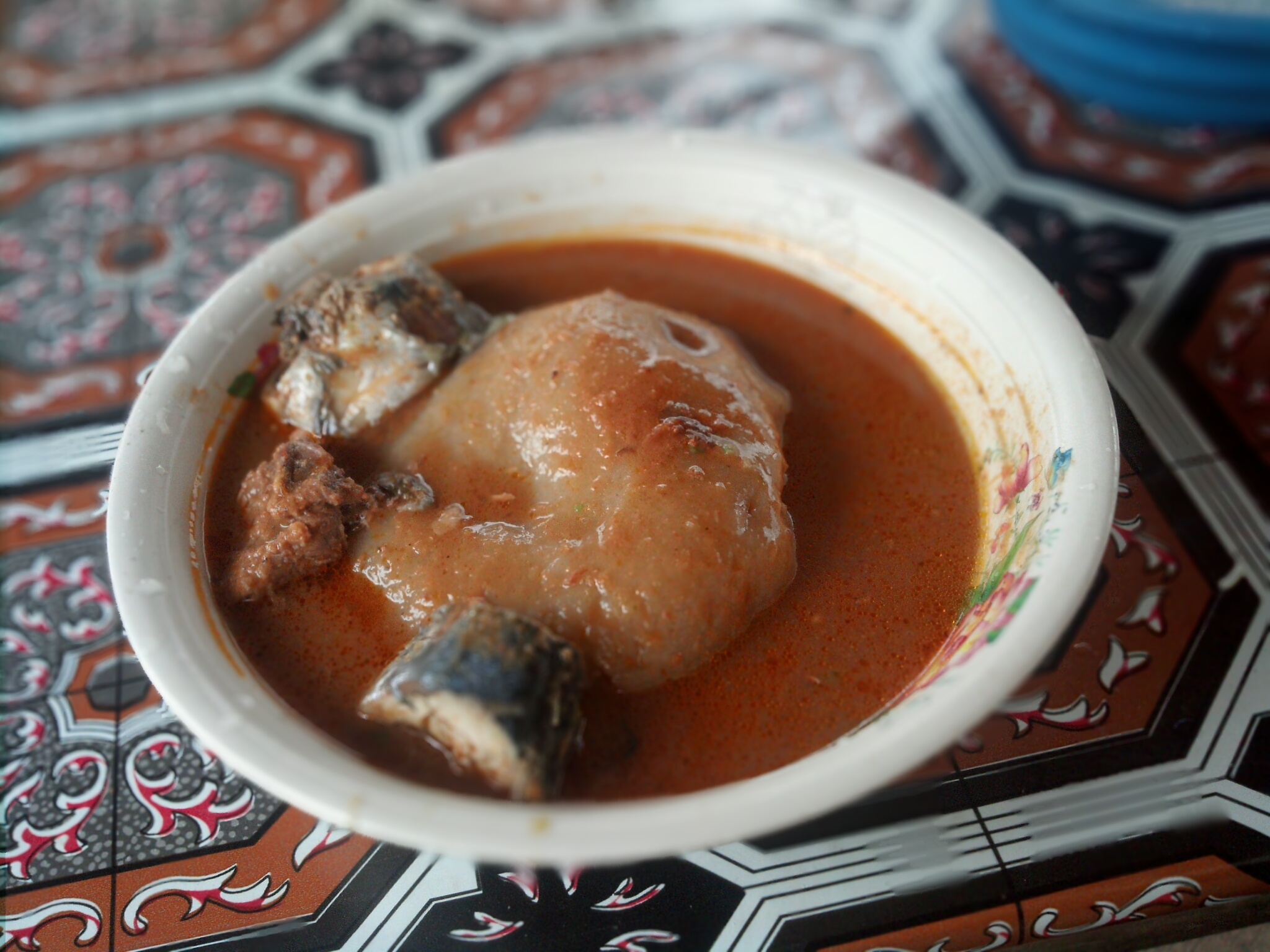